# Zabrus aurichalceus
Zabrus aurichalceus is een keversoort uit de familie loopkevers (Carabidae). De wetenschappelijke naam van de soort is voor het eerst geldig gepubliceerd in 1817 door M.Adams.